# Schloss Wildenstein (Bubendorf)
Das Schloss Wildenstein ist neben der Schlossanlage in der Gemeinde Burg im Leimental die einzige erhaltene Höhenburg des Baselbiets. Sie liegt südlich von Bubendorf in einem Seitental der Hinteren Frenke. Der Fussweg vom Bahnhof Bubendorf zur Burg beträgt rund eine Stunde.

## Geschichte
1293 nahm Heinrich von Eptingen den Namen „von  Wildenstein“ an. Unter seinem Sohn Gottfrid erlebte Wildenstein wegen eines Landfriedensbruchs seines Besitzers 1334 eine Erstürmung der Burg durch die Berner und Solothurner. Das Ausmass dieser Beschädigung und jener des Basler Erdbebens von 1356 sind nicht bekannt. 1380 verkaufte Henmann von Eptingen die Burg an die Geschwister Elsi, Götzmann und Markwart von Baden. Später erfolgten mehrere Besitzerwechsel. In der Nähe der Burg wurde 1594 der „Rappenkrieg“ gütlich beigelegt.
1995 erwarb der Kanton Basel-Landschaft den Wildenstein, und heute finden hier regelmässig kulturelle Veranstaltungen statt.

## Bilder

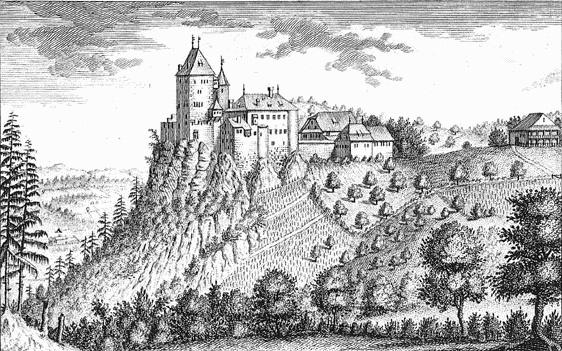
Schloss Wildenstein 1758, Stich von David Herrliberger
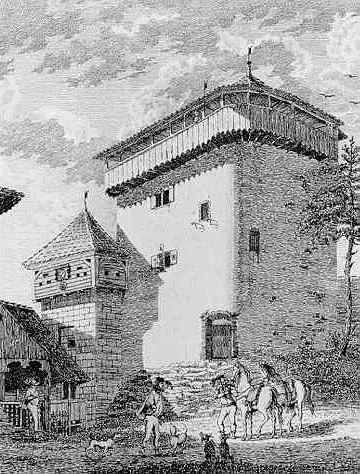
Wohnturm um 1820, Stich von Ludwig Adolf Hess
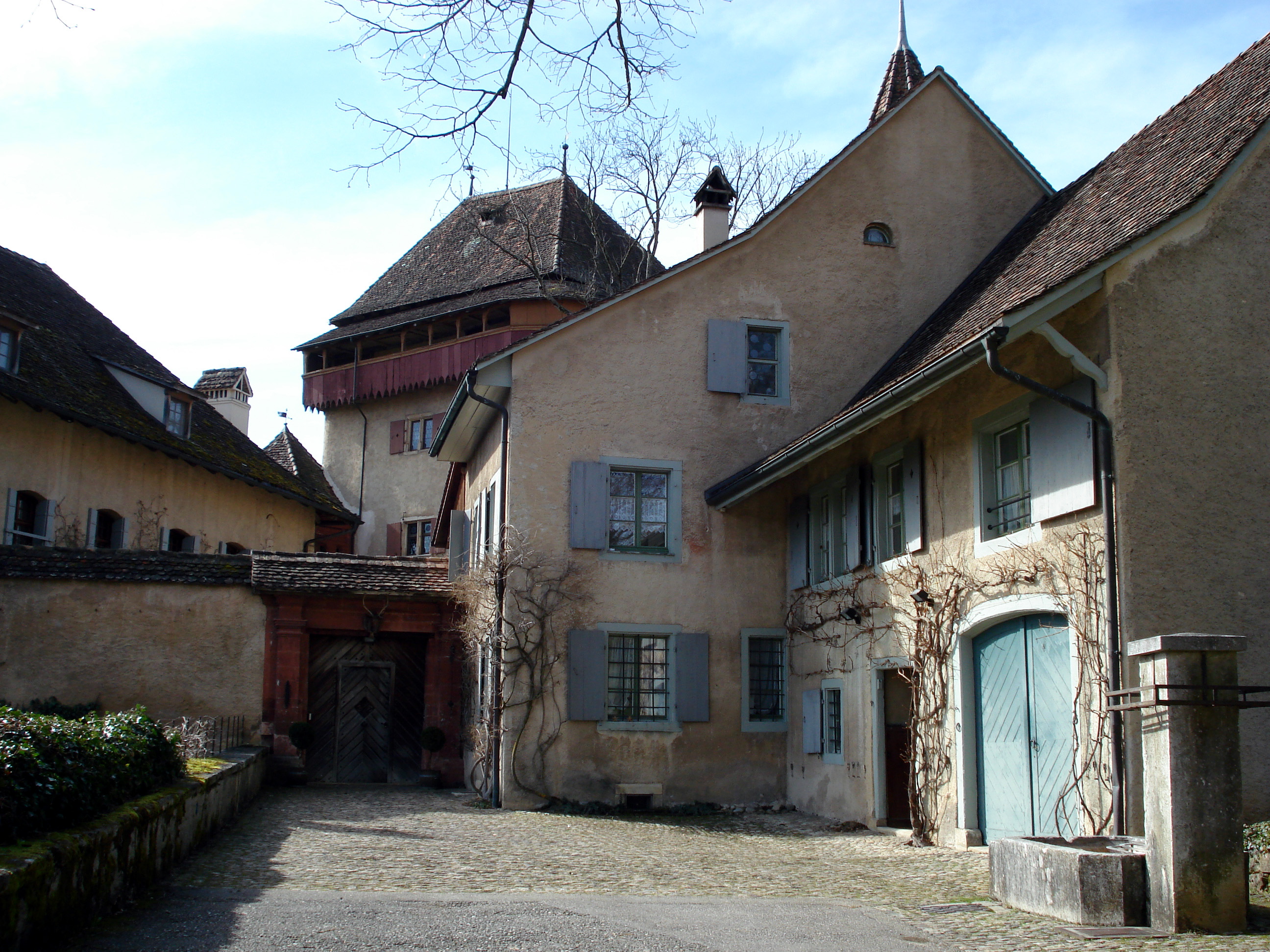
Schloss Wildenstein 2013
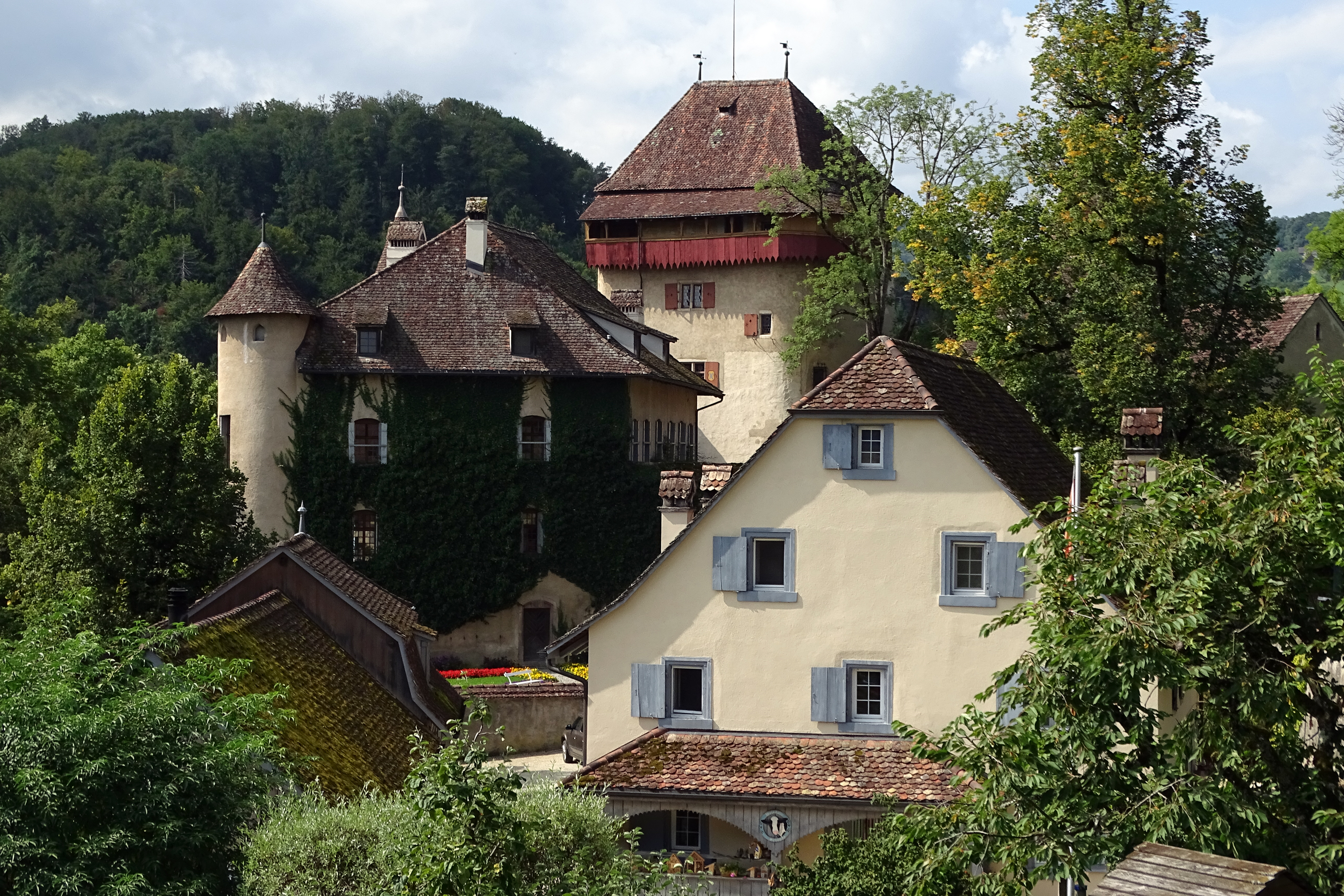
Schloss Wildenstein 2017